# Чир на дванаестопалачном цреву
Чир дванаестопалачног црева, или лат. Ulcus duodeni, је чир (дефинисан као мукозне ерозије једнаке са или веће од 0,5 cm) дела гастроинтестиналног тракта. Овај део система за варење је обично кисео, и стога су чиреви изузетно болни.

## Етиологија
Око 70-90% случајева је везано за Хеликобактер пилори, бактерију облика спирале која живи у киселом окружењу. Међутим, само 40% случајева се пријави лекару. Чиреве такође могу да изазову или погоршају лекови, као што је аспирин, плавикс (клопидогрел), ибупрофен, и други НСАИД лекови.
Мада су неке студије утврдиле корелацију између пушења и формирања чира, друге су биле специфичније у истраживању ризика и установљено је да пушење само по себи није значајан фактор ризика уколико није везано за H. pylori инфекцију За неке од могућих фактора ризика, као што су исхрана, конзумација зачина и крвна група, се претпостављало да су помоћни узроци стварања чирева до касног 20. века, али је коначно утврђено да су од релативно малог значаја. Слично томе, студије су показале да мада конзумирање алкохола повишава ризик у контексту H. pylori инфекције, тај фактор независно не повећава ризик, и да је чак и у спрези са бактеријском инфекцијом, повишење скромно у поређењу са примарним фактором ризика.

## Епидемиологија
Дуоденални чир је четири пута чешћи од желудачног. Најчешће се јавља код млађе и средовјечне мушке популације (више од два пута је чешћи код мушкараца него код жена) и код особа нулте крвне групе. Пре Другог светског рата однос оболелих мушкараца према оболелим женама био је 7:1 док је данас та разлика знатно мања, што је резултат изједначавања улоге жена у свим пословима при којима је изложена разним психотраумама. Скоро сваки десети човек оболи од ове болести у току живота. Инциденца је између 0,1-0,2%.
Чир на дванаестопалачном цреву је веома често обољење, хроничног тока и од њега често оболевају људи у најпродуктивнијем животном добу. Ова болест се јавља у целом свету, нарочито у индустријски развијеним земљама, као и у земљама у развоју. У овим земљама је темпо живота веома брз, динамичан и напет, што доводи до разних конфликтних ситуација и стресних стања која неповољно делују на организам човека.
Дуоденални чир је одраз општог поремећаја организма психосоматске природе. Психосоматска обољења су она обољења која настају као последица честих нервних конфликата и психотраума који преко коре великог мозга изазивају органске промене у разним органима. Трајне или повратне психотрауме, напета стања, конфликтне ситуације и нервне кризе доводе до поремећаја функције нерава који регулишу циркулацију крви и слузокожу желуца и црева изазивајући смањен проток крви и појачану секрецију хлороводоничне киселине и фермената који нагризају слузокожу и стварају малу раницу. Ова раница се касније шири или смањује, а контакт желудачног сока са овом раницом изазива субјективне тегобе: глад, болове и повраћање. Када се оголи мањи или већи крвни суд настаје крварење у црева, а напредовањем ранице кроз зид црева настаје прскање чира у трбушну дупљу, тзв. унутрашње крварење, веома тешко стање које се може излечити само операцијом у току 6 до 8 часова после прскања.
Раница на дванаестопалачном цреву може и потпуно да зарасте, али то не значи да је болест потпуно излечена, јер је оболео цео организам, а чир је само једна манифестација болести. Ово је веома важно за болеснике, јер треба знати да и када се на рендгенском прегледу не нађе раница, болесници и даље морају да се придржавају одређеног режима живота и исхране.
За чир на дванаестопалачном цреву се каже да је сезонско обољење, а то значи да цела болна фаза траје 10 до 15 дана. Најјачи бол је 3 до 5 дана, а затим тегобе јењавају и на крају ишчезавају. Болне фазе се јављају у рано пролеће и касну јесен због нестабилности временских прилика и барометарског притиска који делује неповољно на нервни систем и ремете његово функционисање и код здравих особа, а много више код особа које болују од чира на дванаестопалачном цреву.

## Симптоми
Клинички знаци који прате активни дуоденални улкус су најчешће „улкусни бол“. То је комплекс симптома. Улкусни бол је најчешће умерен, локализира се у епигастријуму и шири се удесно. Треба утврдити сљедеће: мјесто, квалитет и ширење бола, време настајања, везу бола са исхраном и шта утиче на умирење бола. За описивање болова користе се многи термини. Најчешће се јавља притисак, грч и нелагодност. Важно је разликовати бол од осећаја нелагодности. Бол се појасно шири. Када улкус пенетрира у панкреас, бол се шири у правцу торакалне кичме од осмог до десетог пршљена. Код пенетрантног улкуса, код неких болесника, бол у крстима може бити једини симптом. Бол је израженији при гладовању и попушта послије јела, што болесници брзо уоче и често једу. Брзо уношење јако хладне или јако вруће хране може провоцирати бол.
Дијагноза улцус дуодени је позната још од 1824.

## Дијагностика
Езофагогастродуоденоскопија (ЕГД), је ендоскопска метода, позната и као гастроскопија која се користи код сумње на постојање улкусне болести. Директном визуелизацијом се види степен улкусне болести и постојање пратећих стања.

## Компликације
Најтеже компликације улкуса дванаестопалачног цријева су перфорација и крварење.
Крварење се обично јавља на стражњем зиду јер се ту налазе велики крвни судови. У том случају може доћи до појаве хеморагичног шока који може имати и смртан исход уколико се благовремено не интервенише.
Перфорација настаје обично на предњем зиду и садржај цријева се излије у трбушну дупљу гдје најприје изазива стерилну упалу перитонеума (перитонитис) која се касније компликује секундарном инфекцијом. Клиничку слику ове компликације карактерише нагло настала бол коју пацијенти описују као „убод ножа“. Због перитонитиса читав трбух је болно осјетљив на додир (палпација). Ово стање је означено као акутни абдомен.

## Третман

### Конзервативни третман
Уколико не постоји перфорација чира или крварење користи се само конзервативна метода. Циљ терапије је да се изврши ерадикација бактерије Хелицобацтер пулори и смањи киселост у циљу лакшег цијељења чира. Блокатори хистаминских H-2 рецептора (2 блокатори) смањују киселост тако што блокирају рецепторе одговорне за секрецију киселине. У новије време су замењени са блокаторима протонске пумпе, који доводе до још боље супресије лучења киселине. Антибиотици као ампицилин и кларитромицин у комбинацији са метронидазолом су антимикробици који се најчешће користе. Тројна терапија комбиније антимикробике са блокаторима протонске пумпе.

### Хируршки третман
У случају перфорације индициран је хитан третман да би се зачепила рупа и излазак сокова за варење у трбушну дупљу. Рупа се зашије и дају се већ наведени лекови. Раније су рађене ресекције желуца које се ретко раде у данашње време захваљујући потентним лековима који могу излечити болест. Процедура може бити урађена и лапароскопски са посебним инструментима који се убацују кроз троакаре (металне или пластичне цијеви) у трбух.
Крварење је други најважнији разлог за хируршку интервенцију. Обично се зашије крварећи крвни суд који је обично лоциран на стражњој страни.